# Ї
Cette page contient des caractères spéciaux ou non latins. S’ils s’affichent mal (▯, ?, etc.), consultez la page d’aide Unicode.
Ne doit pas être confondu avec le Ï de l’alphabet latin.
Yi (capitale Ї, minuscule ї) est une lettre de l’alphabet cyrillique utilisée en ukrainien et en rusyn, ainsi qu’en slavon d’église. Il s’agit d’un І surmonté d’un tréma. 

## Utilisation
Ї est la treizième lettre de l’alphabet ukrainien et se prononce /ji/. Dans les différentes méthodes de romanisation de l’ukrainien, cette lettre peut être transcrite ï, ji, yi ou i. Elle est notamment utilisée dans le génitif ou l’accusatif ‹ її › du pronom personnel ‹ вона ›, « elle », ou dans certaines flexions de substantifs, noms propres ou adjectifs, par exemple ‹ ксенофобії ›, le génitif singulier de ‹ ксенофобія ›, « xénophobie ».
En rusyn, la lettre ї est notamment utilisée dans certaines flexions de substantifs,  noms propres ou adjectifs.

## Représentation informatique
Le yi peut être représenteté avec les caractères Unicode suivants :
- précomposé (cyrillique) :

| formes    | représentations | chaînes de caractères | points de code | descriptions                   |
| --------- | --------------- | --------------------- | -------------- | ------------------------------ |
| capitale  | Ї               | Ї                     | U+0407         | lettre majuscule cyrillique yi |
| minuscule | ї               | ї                     | U+0457         | lettre minuscule cyrillique yi |

- décomposé (cyrillique, diacritiques)[1],[2] :

| formes    | représentations | chaînes de caractères | points de code | descriptions                                                         |
| --------- | --------------- | --------------------- | -------------- | -------------------------------------------------------------------- |
| capitale  | Ї               | І◌̈                    | U+0406 U+0308  | lettre majuscule cyrillique i biélorusse-ukrainien diacritique tréma |
| minuscule | ї               | і◌̈                    | U+0456 U+0308  | lettre minuscule cyrillique i biélorusse-ukrainien diacritique tréma |